# Kurt Pellegrino

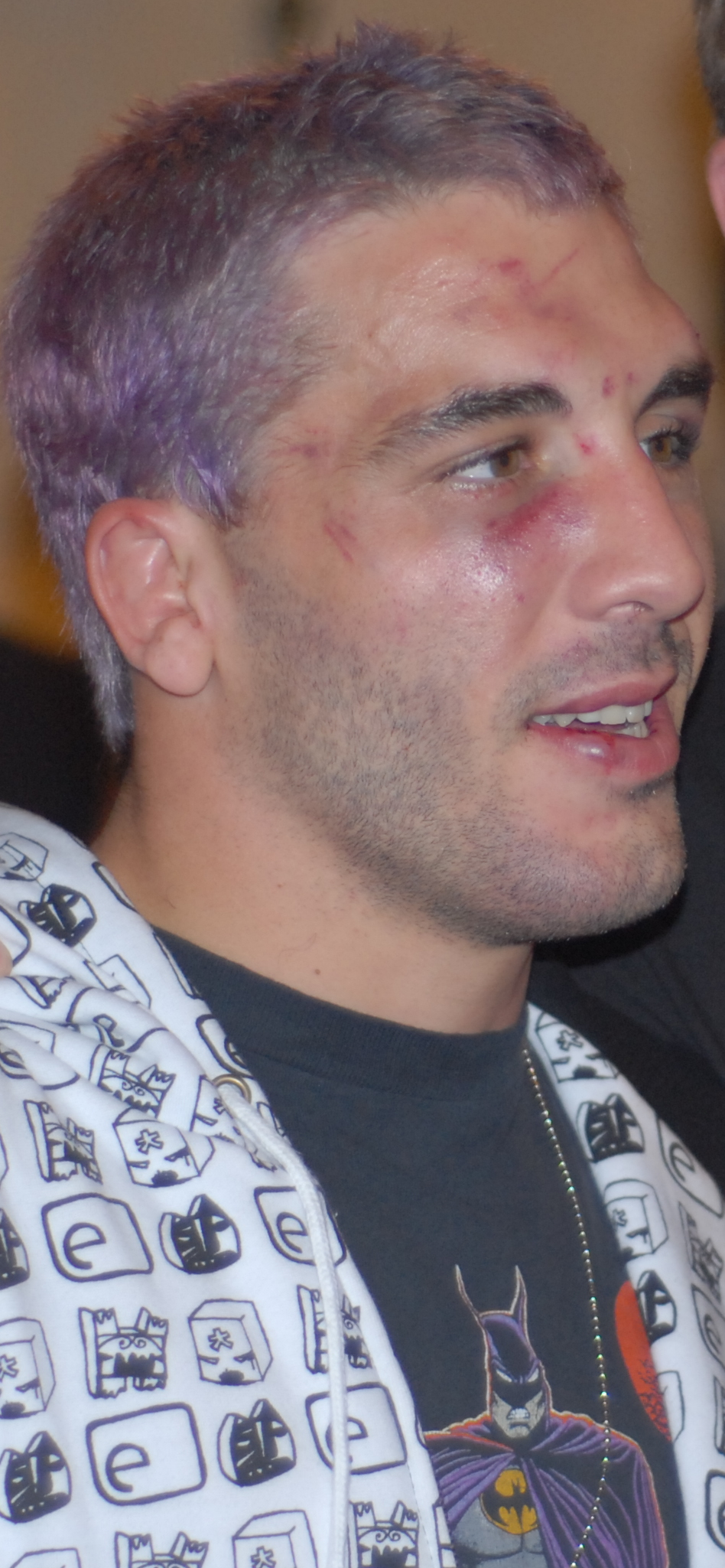
Kurt Pellegrino

Kurt Pellegrino (* 7. Mai 1979 in Point Pleasant) ist ein US-amerikanischer Mixed-Martial-Arts-Kämpfer, der in der Leichtgewichtsklasse der Ultimate Fighting Championship kämpft. Am 19. März 2011 betrug seine Wettkampfbilanz 16 Siege und sechs Niederlagen.  Sein Spitzname ist Batman.
Der Ringkämpfer und Brazilian-Jiu-Jitsu-Schwarzgurt Pellegrino wuchs in Point Pleasant auf. Er bestritt seinen ersten offiziellen MMA-Wettkampf im August 2002 für den Veranstalter World Extreme Cagefighting gegen Mac Danzig. In Folge trug er acht weitere Kämpfe für kleinere Veranstalter aus, wobei er nur einmal verlor. Im Juli 2006 hatte er dann seinen ersten Kampf in der Ultimate Fighting Championship. Er musste gegen Drew Fickett in der dritten Runde aufgeben. Nach einem siegreichen Kampf in den Absolute Fighting Championships sollte er in Folge in der UFC verbleiben. Dabei wurde er unter anderem an der UFC - Fight Night 13 von Nate Diaz geschlagen und besiegte Josh Neer in der Main-Card der UFC 101 im August 2009. Im Juli 2010 verlor er an der UFC 116 gegen George Sotiropoulos und am 19. März 2011 an der UFC 128 gegen Gleison Tibau. Insgesamt absolvierte er bis zu diesem Zeitpunkt zwölf UFC-Kämpfe, wovon er sieben gewann und fünf verlor.